# Белоградчишка епархия
Белоградчишката епархия е титулярна епископия на Българската православна църква от 1872 година. Носи името си от град Белоградчик. Историческа катедра в Белоградчик няма засвидетелствана. Белоградчишките епископи са викарии на видинския митрополит.

## История
Титулярни епископи
| Име               | Управление         |
| ----------------- | ------------------ |
| Кирил (Стоичков)  | 1872 – 23 юли 1875 |
| Поликарп (Петров) | 27 юли 2014 –      |